# Carlencas-et-Levas
Carlencas-et-Levas – miejscowość i gmina we Francji, w regionie Oksytania, w departamencie Hérault.
Według danych na rok 1990 gminę zamieszkiwało 87 osób, a gęstość zaludnienia wynosiła 8 osób/km² (wśród 1545 gmin Langwedocji-Roussillon Carlencas-et-Levas plasuje się na 814. miejscu pod względem liczby ludności, natomiast pod względem powierzchni na miejscu 704.).

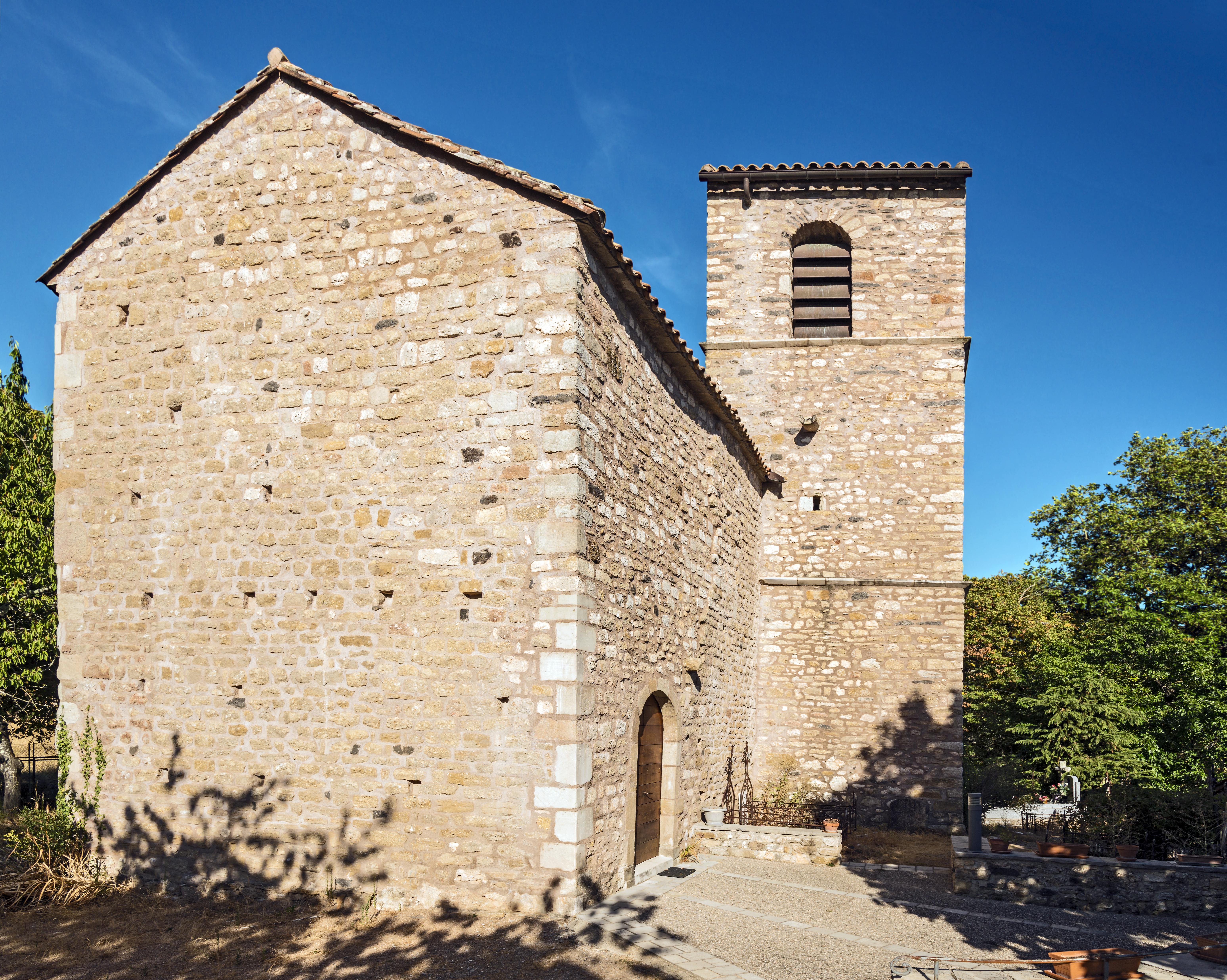
Kaplica Levas.
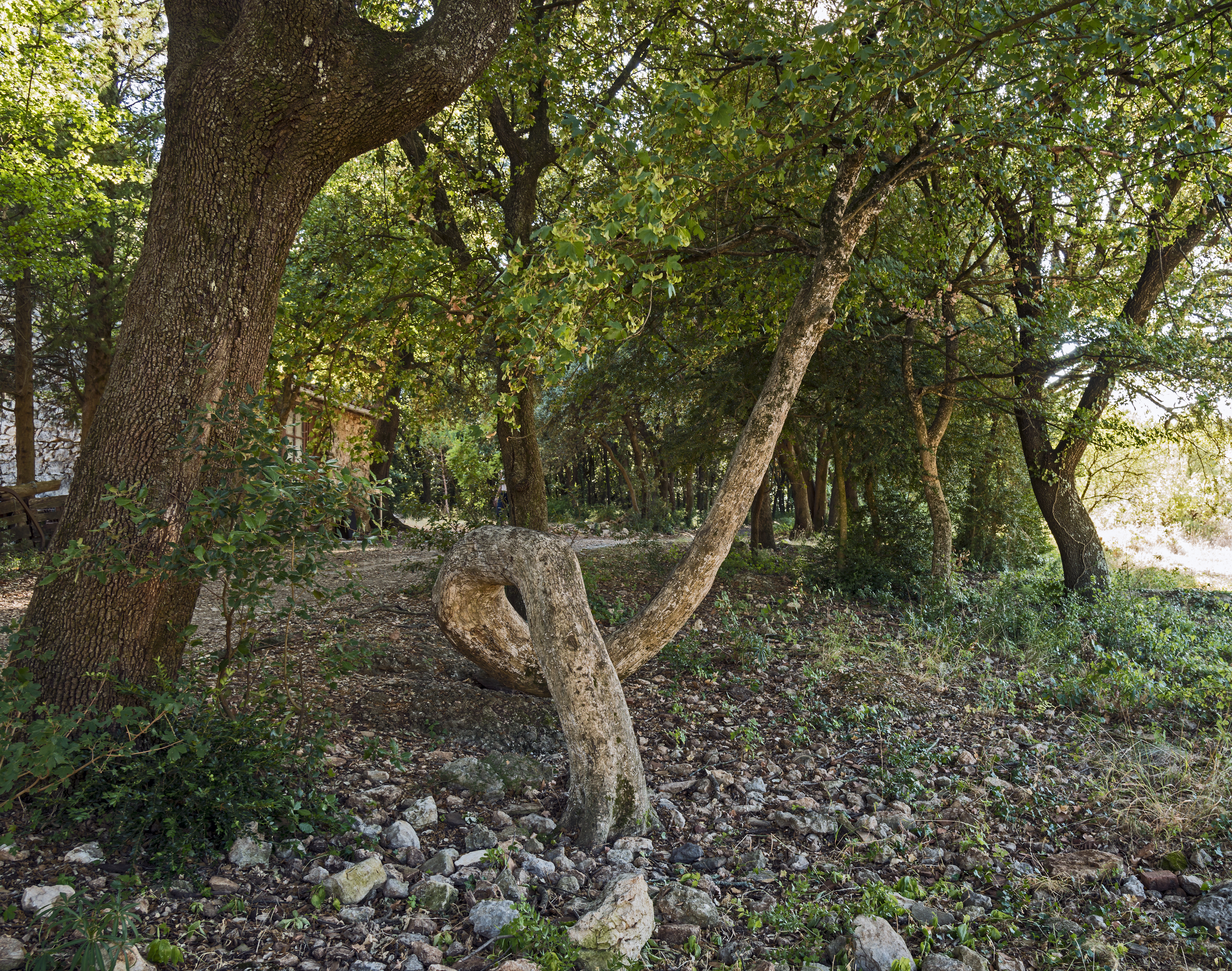
Krzywe drzewo kaplicy.